# Конклав 1492 года
Папский Конклав 1492 года (6—11 августа 1492 года) — был созван после смерти Папы Иннокентия VIII, и закончился с избранием Папы Александра VI. Это был первый Конклав, который прошёл в Сикстинской капелле.
Кардинал Родриго Борджиа был избран единогласно на 4-м голосованием в качестве Папы Александра VI. Избрание печально известно тем утверждением, что Борджиа купил голоса своих избирателей, обещая им выгодные назначения и другие материальные дара — практика, известная как симония. Опасения по поводу этого Конклава привело Папу Юлия II к тому, чтобы создать более прочные правила против симонии в 1503 году.

## Предыстория
В июле 1492 года Папа Иннокентий VIII впал в лихорадку. Врачи перепробовали все средства, по словам враждебно настроенного к папству итальянского историка Стефано Инфессура, даже пытались опаивать Иннокентия кровью трёх мальчиков. Все испробованные методы не помогли и после долгой агонии 25 июля 1492 года Папа Иннокентий VIII скончался. Папа ещё не умер, но уже у изголовья его постели началась борьба за папский трон между кардиналами.

## Кардиналы-выборщики
Из двадцати трёх кардиналов, участвующих в Конклаве, четырнадцать были возведены в сан Папой Сикстом IV. Кардиналы Сикста IV, известные как «Сикстинские кардиналы» и возглавляемые кардиналом Джулиано делла Ровере, контролировали Конклав 1484 года, избрав одного из своих, Джамбаттиста Чибо, как Папу Иннокентия VIII. Начиная с 1431 года состав Священной Коллегии кардиналов был коренным образом преобразован, увеличивая число кардиналов-племянников (с 3 до 10), кардиналов короны (с 2 до 8), а также представителей могущественных римских знатных семей (с 2 до 4). За исключением трёх куриальных чиновников и одного пастыря, кардиналами были «светски настроенные князья в значительной степени равнодушные к духовной жизни либо Латинской церкви или её членам».
На момент смерти Иннокентия VIII, имена кардиналов Герарди и Сансеверино (оба возведены in pectore), не были опубликованы, что делало их не имеющими права участвовать в Конклаве; тем не менее, оба были провозглашены актом Священной Коллегии кардиналов в период Sede Vacante, Герарди проталкивался Джованни Баттиста Орсини, а Сансеверино Асканио Сфорца. Герарди был присвоен титул церкви Санти-Нерео-эд-Акиллео, который, считалось, Иннокентий VIII намеревался даровать ему; Сансеверино было дано бедная и нежелательная титулярная диакония Сан-Теодоро, для обеспечения, что будущий понтифик подтвердит свое назначение.
Согласно рассказу посла епископа Джованни Андреа Боккаччо, по крайней мере, семеро кардиналов считали себя папабилями, которые разобрали мебель своих дворцов, в качестве меры предосторожности, против традиционного разграбления резиденции избранного Папы римским населением: да Коста, ди Кампофрегозо, Микьель, Пикколомини, Доменико делла Ровере, Савелли и Дзено.

## Организация и быт Конклава

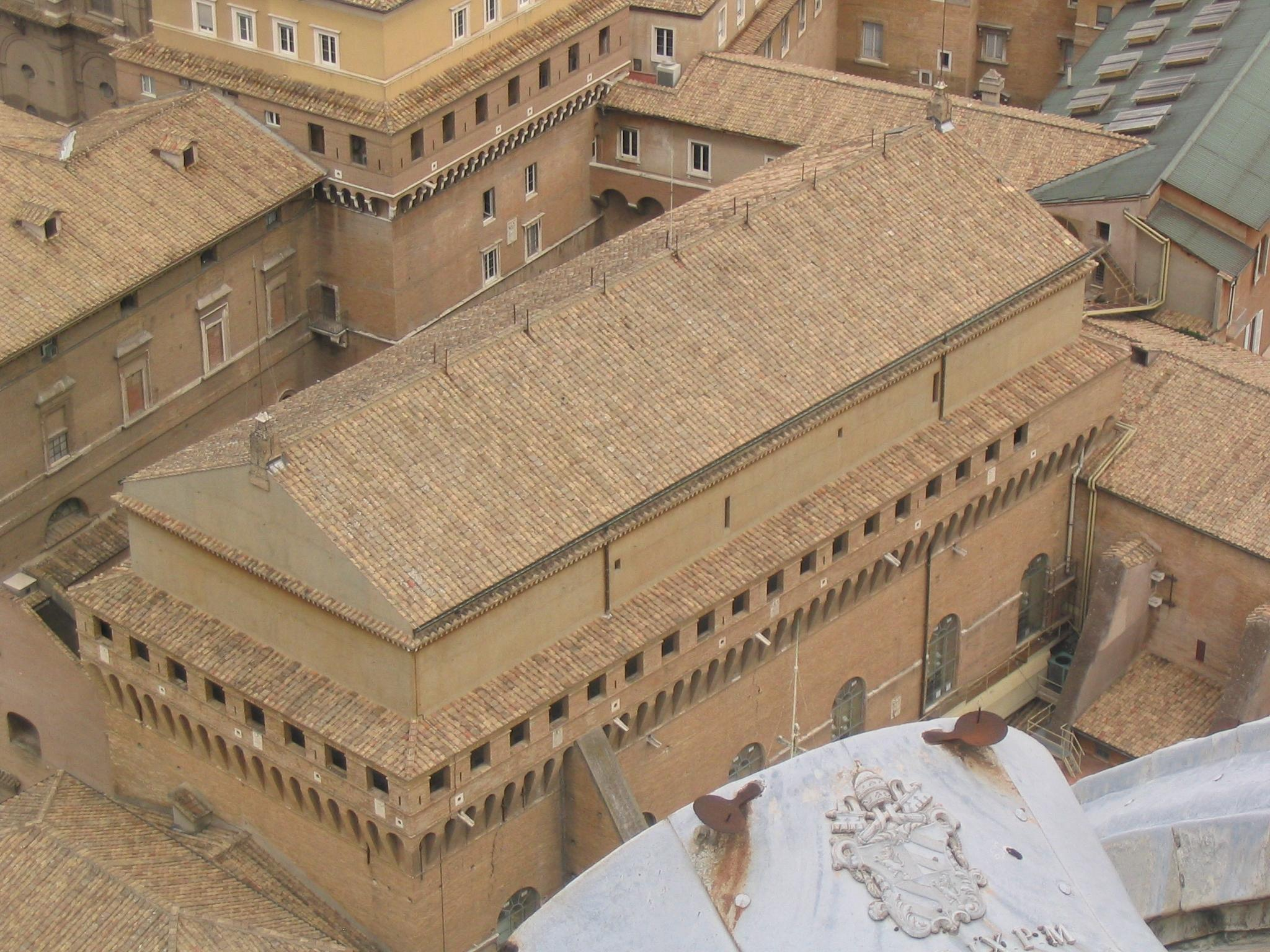
Конклав впервые был проведён в Сикстинской капелле

Как продиктовано предписаниями папских булл Ubi periculum и Ne Romani, Конклав должен был начаться 4 августа, через десять дней после смерти Иннокентия VIII. Тем не менее, конклав был отложен в ожидании медленного прибытия престарелого кардинала Герарди — патриарха Венеции, принимая письмо от венецианского Совета десяти, который принудил его принять место в Священной Коллегии кардиналов. Кардиналы приняли решение уже на своём первом совещании 24 июля, что будут использовать Сикстинскую капеллу для голосования и сбору Конклава, на этом настоял делла Ровере, который ссылался на то, что его дядя Сикст IV успел юридически закрепить за своей домовой церковью статус церкви, в которой будут проходить Конклавы.
Апостольский протонотарий Иоганн Буркард, немецкий папский церемониймейстер, который отвечал за организацию и быт на Конклаве, также, как и на предыдущем в 1484 году, вёл подробный дневник, отметив в нём, что каждому кардиналу было предоставлено:
«Стол, стул, табурет. Сиденье для очищения желудка. Два ночных горшка, две маленьких салфетки для трапезы. Двенадцать маленьких салфеток для каждого владыки и четыре полотенца для рук. Две маленькие салфетки для очистки чаш. Ковер. Сундук или короб для облачений владыки: его сорочки, сутаны, полотенца для вытирания лица и носовые платки. Четыре коробки сладостей для положения. Один судок засахаренных кедровых орехов. Марципан. Тростниковый сахар. Печенье. Кусок сахара. Небольшая пара весов. Молоток. Ключи. Вертел. Игольник. Бювар с перочинным ножом, пером, щипцами, тростниковыми перьями и подставкой для перьев. Десть писчей бумаги. Красный воск. Водный кувшин. Солонка. Ножи. Ложки. Вилки [...].»
Месса Святого Духа (отслужена Джулиано делла Ровере, а не Борджиа, который, как декан Священной Коллегии кардиналов традиционно был целебрантом на Мессе), а затем выступление испанца Бернардино Лопеса де Карвахаля, посла католических королей Фердинанда Арагонского и Изабеллы Кастильской, на «зло, от которого страдает Церковь» предшествовали началу Конклава 6 августа 1492 года. Другой испанец, Гонсало Фернандес де Эредиа, архиепископ Таррагоны, был назначен префектом Ватикана. Два важных поста  период Sede Vacante были заполнены соотечественниками кардинала Борджиа, и считается, что они оба были выбраны Борджиа в его качестве декана Священной Коллегии кардиналов, чтобы укрепить свои позиции перед Конклавом.
Оставшаяся часть 6 августа была поглощена разработке и оформлению подписания капитуляций Конклава, которые, хотя до нас не дошли, как известно, ограничили численность новых кардиналов, которые могут быть созданы новым Папой.

## Голосование и подсчет голосов
| Страна                         | Количество выборщиков |
| ------------------------------ | --------------------- |
| Рим, Савона                    | 4                     |
| Генуя, Милан, Неаполь, Венеция | 3                     |
| Флоренция, Португалия, Испания | 1                     |

Первый тур голосования («скрутини» — «рус. исследование»), состоявшийся 8 августа показал, что в результате было подано девять голосов за Карафу, семь за Борджиа, Косту, и Микьеля, и пять за Джулиано делла Ровере, Сфорца, в частности, получил ноль голосов.
Второй тур голосования получил девять голосов за Карафу, восемь за Борджиа, семь за Микьеля и пять за Джулиано делла Ровере.
По словам флорентийского посла, одного из стражей Конклава, по состоянию на 10 августа было три неудачных голосования, в пользу Косты и Карафы, но никоим образом указывающего на Борджиа, что он может быть выбран. По словам Сиджизмондо де Конти, папского секретаря и хроникёра, голосование было единогласным в четвертом туре, имевшим место ранним утром 11 августа, хотя Борджиа было всего 15 голосов до начала работы; другие источники говорят, что Борджиа получил все голоса, за исключением своего собственного, который он отдал Карафа.
Согласно Catholic Encyclopedia, избрание Родриго Борджиа было «почти исключительно благодаря Джамбаттисте Орсини».

## Обвинения в симонии

Папа Александр VI, работы Пинтуриккьо

Венецианский посол в Милане информировал своего собрата в Ферраре: «что симония, тысяча злодеяний и непристойностей папства были проданы, что является позорным и отвратительным бизнесом», добавив, что он ожидает, что Испания и Франция воздержатся от своей поддержки нового понтифика. После Конклава, появилась вездесущая эпиграмма в Риме: «Александр продает ключи, Алтарь, Самого Христа — он имеет право, ибо он купил их».
10 августа после третьего голосования, Асканио Сфорца якобы пришёл к выводу, его собственные амбиции быть избранным Папой невозможны, и он стал восприимчив к предложению Борджиа: должность вице-канцлера и связанные с ней палаццо Борджиа, замок Непи, епископство Эрлау (с годовым доходом в 10000 дукатов) и других бенефициев. Сфорца также известен тем, что получил четыре мула, груженных серебром (некоторые источники говорят, что золотом), которые Борджиа приказал доставить сразу после того, как сделка была заключена. Цена других кардиналов распределились следующим образом: Орсини, укрепленные городки Монтичелли и Сориано, легатство Марки и епископство Картахены (с годовым доходом 5000 дукатов); Колонна, аббатство Субьяко и его окрестности (с годовым доходом 3000 дукатов); Савелли, Чивита-Кастеллана и епископство Майорки; Паллавичини, епископство Пампелуны (Памплона); Микьель, субурбикарную епархию Порто; Риарио, испанские бенефиции с годовым доходом 4000 дукатов и возвращения дома на пьяцца Навона (который занимал Сфорца) к детям графа Джироламо. Компенсация Сансеверино включала в себя дом Родриго Борджиа в Милане. Кардиналы Скьяффинати и Доменико делла Ровере должны были получить аббатства и/или бенефиции. Кардиналы Ардичино делла Порта и Конти последовали за Сфорца, которого они первоначально поддерживали.
С вышеупомянутыми кардиналами плюс собственный голос, Борджиа насчитывал 14 голосов, одного не хватало необходимого для двух третей голосов. Тем не менее, кардиналы Карафа, Коста, Пикколомини, Чибо и Дзено, а затем и Медичи, не желали быть подкупленными. Кардинал Джулиано делла Ровере, а затем и Бассо, непреклонно выступали против избрания Борджиа. Таким образом, восьмидесятишестилетний Герарди, кардинал-патриарх Венеции, которому заплатили только 5000 дукатов, представлял собой решающий голос.
По словам профессора Пикотти, который широко исследовал Конклав и пришёл к выводу, что симония имела место, никаких счетов папских доходов и расходов не существуют в регистрах «Introitus et Exitus» за август 1492 года, а также долги Апостольской Палаты кардиналам Кампофрегозо, Доменико делла Ровере, Сансеверино и Орсини появились вскоре после этого. Банк Спаннокки, который разместил большую часть богатства Борха, заявил, что чуть не потерпел крах после Конклава, вследствие скорости сделок.
Некоторые источники утверждают, что король Франции Карл VIII финансировал 200000 дукатами (плюс 100000 дукатов от дожа Генуи) избрание Джулиано делла Ровере, хотя несколько иначе продажные кардиналы были враждебно настроены к французскому вмешательству.
Другие историки считают политику более сильным фактором на Конклаве, чем чистую симонию, с личным соперничеством между Джулиано делла Ровере и Асканио Сфорца (которые встретились, чтобы обсудить предстоящий Конклав в Кастель-Гандольфо еще до смерти Иннокентия VIII) подставляя древнюю борьбу между Неаполем и Миланом, с несговорчивостью между двумя сторонами делала Борджиа реальным кандидатом.

## Последствия
Когда Джулиано делла Ровере был избран Папой Юлием II в 1503 году, он издал буллу, отменяющую любые папские выборы вызванные симонией, и извержение из сана и отлучения любого кардинала, который продал свой голос. И хотя, двадцатишестидневное правление Папы Пия III вмешалось между Александром VI и Юлием II, заявленная беспринципность Папы Борджиа была всё ещё тверда в институциональной памяти Римской курии. В то время как кардинал во время правления Александра VI, Юлий II, был одолеваем политически, а нередко и в военном отношении, за пределами крепких стен его замка Остии.

## В кинематографе
Конклав 1492 года беллетризирован в 2011 году, в пилотном эпизоде сериала «Борджиа» американского кабельного телевизионного канала Showtime, с Джереми Айронсом в роли Родриго Борджиа и Колм Фиори в роли Джулиано делла Ровере, и в том же году, в нескольких эпизодах франко-германо-чешско-итальянского драматического сериала «Борджиа» Тома Фонтана, с Джоном Доманом в роли Родриго Борджиа и Деяном Чукичем в роли Джулиано делла Ровере.